# Operació Testudo
L'Operació Testudo va ser una operació de la policia espanyola i l'Europol contra el blanqueig de capitals per part d'una xarxa de presumptes membres de la màfia russa, a Alacant, Tarragona, Eivissa i Madrid, el desembre del 2020. Entre els 23 detinguts, hi havia un policia nacional i dos guàrdies civils, a més del regidor de Seguretat Ciutadana de Benidorm.
Els agents policials van ralitzar 18 escorcolls, amb intervenció de sis armes de foc curtes, dues escopetes de combat, un fusell d'assalt, un rifle de franctirador amb silenciador i munició. També es van intervenir més de 300.000 euros en efectiu, caixes de seguretat en bancs, moneders de criptomonedes, diamants i 16 vehicles de luxe. També es va procedir al bloqueig de diversos comptes bancaris i actius patrimonials per valor de milions d'euros. Segons la policia, es tractava de la investigació de més rellevància contra les màfies de l'est d'Europa a Espanya en els últims 10 anys. Segons l'Europol, la presumpta xarxa criminal formaria part d'un entramat a gran escala implicat en delictes d'assassinat, narcotràfic, tràfic d'armes, tràfic de persones i extorsió, que tenia ramificacions a Europa, Amèrica del Sud i els Estats Units. Jeràrquicament, els grans objectius de l'operació policial serien les activitats de Merab Dazhangveladze, Vasily Khristoforov, Mikhail Danilov, Maxim Lalakin, Boris Zingarevich. Entre els detinguts, l'empresari d'origen rus i membre del PP d'Altea Alexey Shirokov, seria el presumpte vincle del crim organitzat rus al País Valencià. Segons fonts judicials, Shirokov "hauria aconseguit desplegar una extensa xarxa clientelar cultivant l'amistat i les relacions personals i comercials amb persones del seu entorn policial, administratiu i polític". També haurien planejat la compra de populars discotèques d'Eivissa.
El gener de 2021, el jutge va alliberar els ultims quatre detinguts que romanien a la presó, retirant-los el passaport.